# 德萊馬冰川
德萊馬冰川（英語：Dilemma Glacier）是南極洲的冰川，流經沃斯特山脈，最終在安特山以北注入斯凱爾頓冰川以西，在1957年由英聯邦探險隊繪入地圖和命名。
78°45′S 161°25′E / 78.750°S 161.417°E